# Roales de Campos
Roales de Campos település Spanyolországban, Valladolid tartományban. Roales de Campos Valderas, Villanueva del Campo, Quintanilla del Molar, San Miguel del Valle és Matilla de Arzón községekkel határos. Lakosainak száma 165 fő (2024).

## Népesség
A település népessége az utóbbi években az alábbiak szerint változott:
| Lakosok száma | 252  | 243  | 239  | 221  | 198  | 185  | 163  | 157  | 175  | 165  |
|               | 2001 | 2004 | 2007 | 2009 | 2012 | 2014 | 2017 | 2019 | 2022 | 2024 |